# Aktfotografie

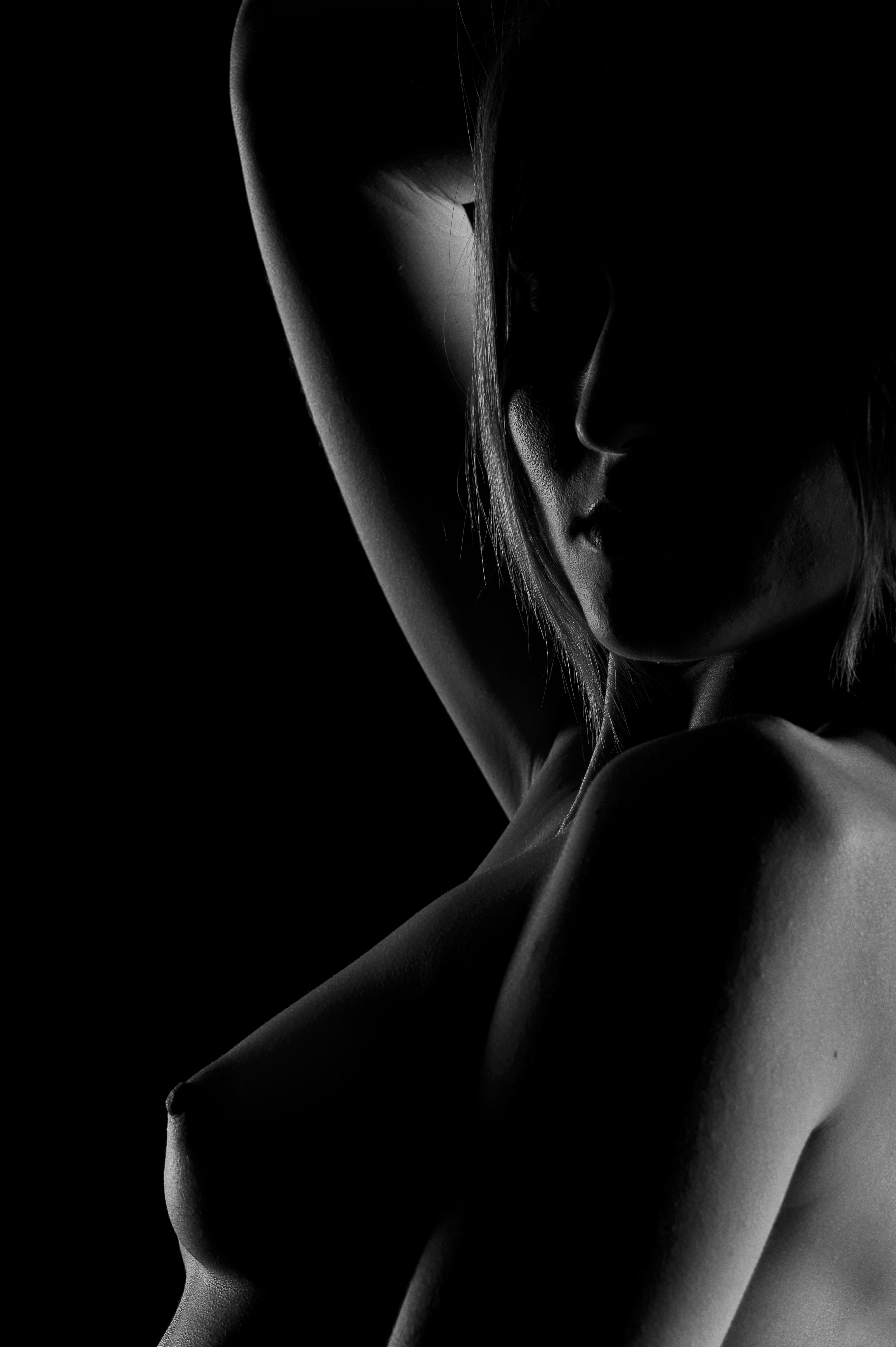
Low-Key-Frauenakt

Als Aktfotografie bezeichnet man ein Genre der künstlerischen Fotografie, dessen Thema die Darstellung des nackten (Vollakt) oder teilweise nackten (Halbakt) menschlichen Körpers ist. Es stellt somit die Umsetzung des künstlerischen Aktes mit den technischen Mitteln der Fotografie dar.

## Künstlerischer Anspruch
Die Aktfotografie gilt wie die Porträt-Fotografie als hohe Schule der Fotografie. Neben technischen Fertigkeiten und einem gekonnten Umgang mit dem Licht als Gestaltungsmittel verlangt sie vom Fotografen auch die Fähigkeit der Kommunikation mit seinem Modell, u. a. um eine positive Beziehung zu ihm aufzubauen.
Von „Nacktaufnahmen“ unterscheiden sich Aktfotos durch den künstlerischen Anspruch, den diese erheben.

„Aktaufnahmen sind ohne Zweifel ein sehr heikles Gebiet, denn nirgends ist die Gefahr, daß aus dem guten Wollen ein entsetzlicher Mißgriff wird, so groß wie beim Aktfoto. Vor einem falschen Hintergrund, in unechter Stellung und Gebärde kann ein unbekleideter Mensch allzu leicht nur «ausgezogen» wirken …“

Der Fotograf Günter Rössler wird im Spiegel zitiert:
„Bei Newton dominiert die Pose, bei mir geht es um die höchstmögliche Authentizität der Mädchen.“
Vermutlich werden damit zwei wesentliche gestalterische Richtungen der Aktfotografie angesprochen.
Für den Fotografen Klaus Ender (AFIAP) standen die Ästhetik und die Natürlichkeit der Modelle im Vordergrund.

## Geschichte und Entwicklung

Historische Aktfotos
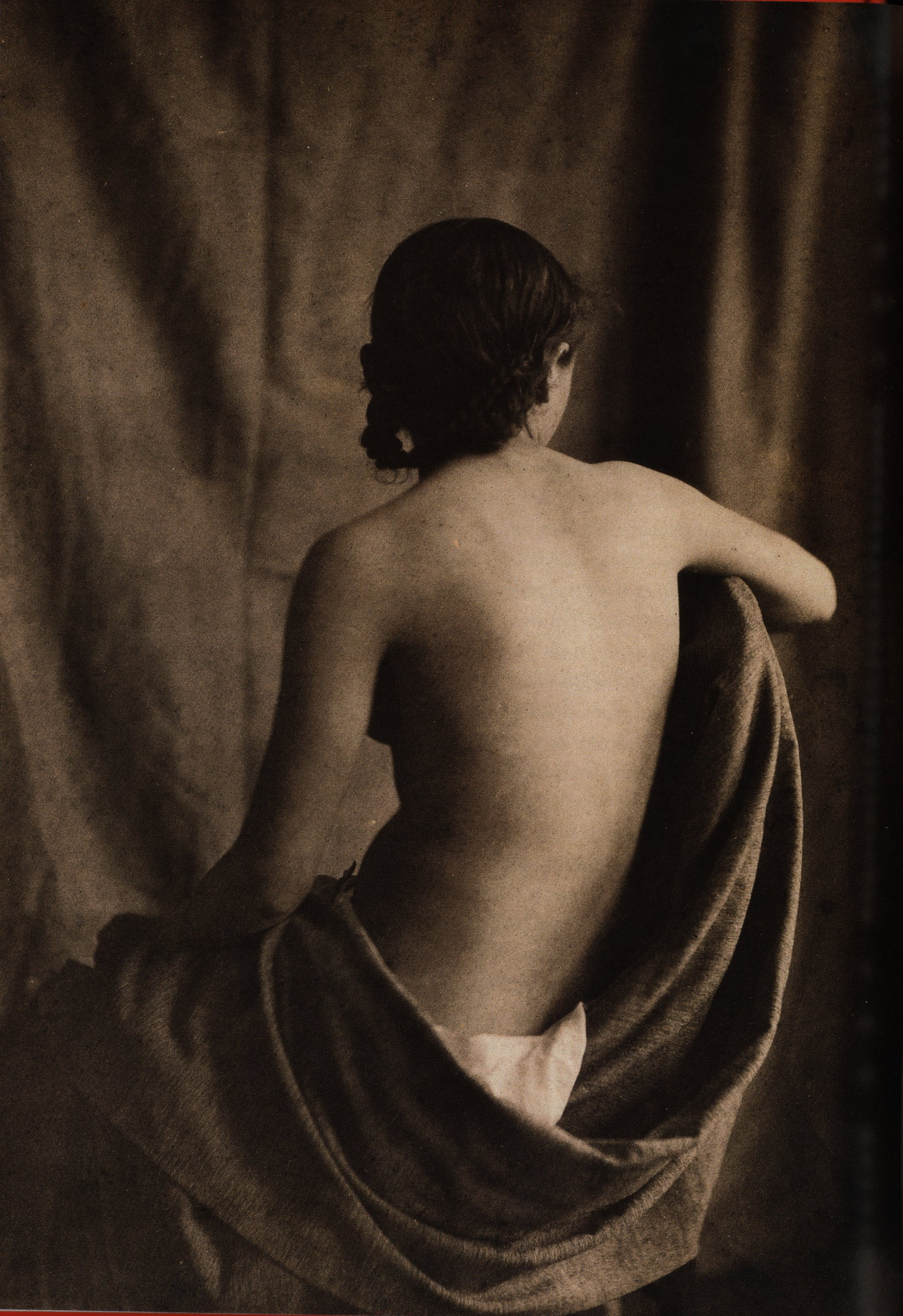
Eine der ersten Aktfotografien von E. Delacroix und Eugène Durieu (1853)
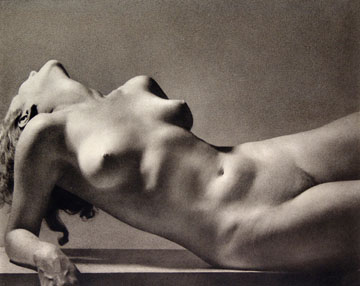
Weiblicher Akt aus dem Jahr 1927
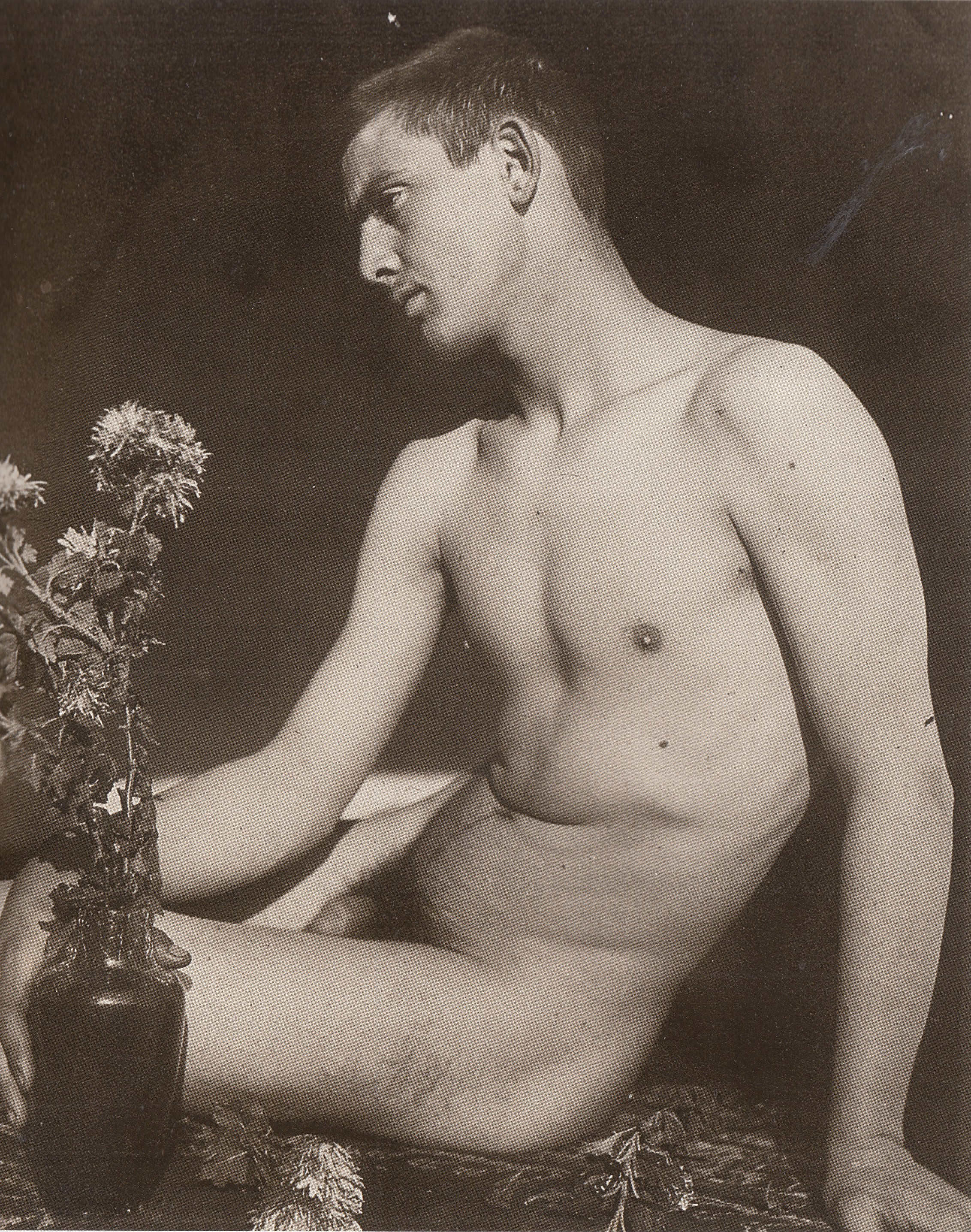
Männlicher Akt von Wilhelm Plüschow
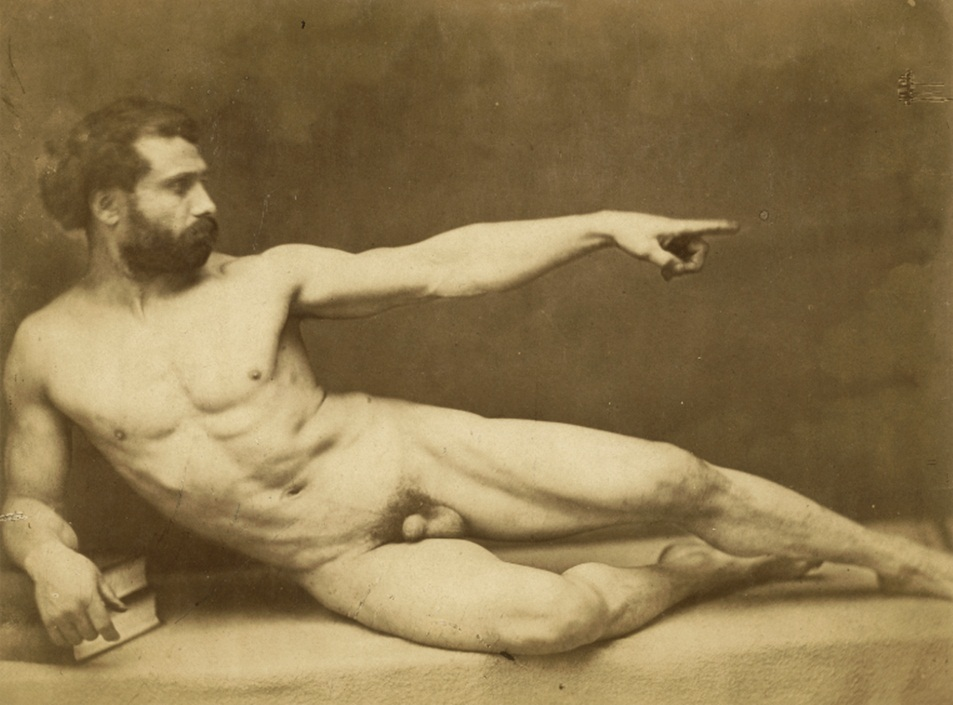
G. Marconi, ca. 1870

Der Akt ist ein klassisches Motiv in der bildenden Kunst; bereits die frühen Hochkulturen (Sumer, Ägypten, Kreta, Indien unter anderem) kennen Aktdarstellungen. Die Entwicklung lässt sich weiter verfolgen über die griechische Plastik, mit Einschränkungen auch durch die Kunst des Mittelalters bis in die europäische Kunst der Neuzeit. Seit der Renaissance gehört das Studium des menschlichen Körpers zur Ausbildung an Kunstakademien.
Die extrem langen Belichtungszeiten in den ersten Jahren der Fotografie, in der Regel zwischen 10 und 30 Minuten, machten Fotografien von Menschen zu einem schwierigen, wenn nicht gar unmöglichen Unterfangen. Erst die Entwicklung lichtempfindlicherer Platten und verbesserter Objektive ermöglichte Porträtaufnahmen allgemein und Akte im Besonderen.
Die ersten Daguerreotypien mit erotischen Darstellungen dürften etwa um 1845 bei Pariser Händlern aufgetaucht sein. Sie waren Unikate und wurden häufig entsprechend dem Zeitgeschmack handkoloriert. Zu den ersten Aktfotografen zählen beispielsweise Philippe Derussy, Eugène Delacroix, Eugène Durieu und Bruno Braquehais. Gerade für Maler fertigten in dieser Zeit Fotografen sogenannte Akademien an. Diese dienten den Malern zur Studie des menschlichen Körpers, wie die zuvor üblichen Stiche. Nach 1850 war es, wie Helmut Gernsheim formulierte, „beträchtlich billiger, nach Fotos zu arbeiten als nach Berufsmodellen.“
Félix-Jacques Moulin lieferte als erster Pariser Fotograf 1853 an die Bibliothèque Nationale als Pflichtstücke eine Serie von Aktfotos.
Den „guten Sitten“ entsprach zu dieser Zeit der Handel nur bei Aktaufnahmen, für die ein künstlerischer oder wissenschaftlicher Bedarf vorhanden war. So war auf künstlerischer Seite der Handel mit Aktfotografien, die als Mal- oder Zeichenvorlagen dienten, auf wissenschaftlicher Seite als medizinisches oder ethnologisches Studienmaterial. Unter diesem Vorwand entwickelte sich dann auch die erotische Fotografie in den 1870er Jahren immer mehr.
Unter diesem Aspekt fanden Fotografen rasch einen Weg, diese Akademien pikanter zu gestalten und so im Rahmen der zulässigen Verwendung auch den an erotischen Aufnahmen Interessierten bedienen zu können. Unter diesen Fotografen war schnell klar, was das „Prickeln“ bei den männlichen Kunden auslöste, und so fand sich schnell eine einheitliche Gestaltung, die von den reinen Akademien abwich. Diese gilt immer noch in der Abgrenzung der Aktfotografie zur erotischen Fotografie. Die karge Studioeinrichtung wurde durch Kulissen ersetzt und das Ambiente suggerierte Orte wie Park, Salon, Boudoir oder Schlafzimmer. Die Modelle waren nicht völlig nackt, was suggerieren sollte, dass sie sich im letzten Stadium der Entkleidung befinden. Der direkte Blick der Modelle in die Kamera und eine Mimik, die suggerieren sollte, dass die Modelle mit der Beobachtung ihrerseits einverstanden sind, sollten das „Prickeln“ bei den Käufern verstärken.
Neben diesen Pikanterien entwickelte sich die Produktion von Cochonnerien, „schamlosen Unzüchtigkeiten“, deren Vertrieb die jeweiligen Regierungen einzudämmen versuchten. Diese Aufnahmen entstanden häufig in Bordellen und waren auch eine Art Angebotsübersicht für diese Häuser. Hier arbeiteten die Fotografen anonym.
Paris entwickelte sich zur Hauptproduktionsstätte für solche Aufnahmen. Der Vertrieb war nach den bereits genannten Aspekten illegal, doch wurde er von der Obrigkeit auch mit Hinblick auf den aufkommenden Tourismus geduldet. Konnten doch die Besucher in den einschlägigen Etablissements die Abbildungen in natura bestaunen. So sollte es auch dem Paris-Besucher möglich sein, eine Erinnerung in Form einer Postkarte mit den entsprechenden Motiven mit nach Hause zu nehmen.
Für frühe Glamourporträts standen auch Tänzerinnen der Varietés Modell. Je nach Grad der Freizügigkeit signierten die Fotografen diese Aufnahmen mit ihrem bürgerlichen Namen. Teilweise wurde auch mehr „Fleisch“ gezeigt, jedoch war dies bei diesen Aufnahmen eine weitgehende Illusion, denn nackte Haut unter dem Ballettdress waren häufig enganliegende, gepuderte Strumpfhosen. Ebenso verhielt es sich bei Haut, die durch spinnwebdünne Negligés schimmerte, hier kamen weiß gepuderte Trikots zum Einsatz.
Diese Bereiche haben mit der Aktfotografie wenig zu tun, da aber bedingt durch die hohen Produktionszahlen der so genannten Postkartenindustrie (1875–1925) eine Unmenge anonymer Fotografien entstanden, wird dieser Bereich landläufig mit den Strömungen in der Aktfotografie gleichgesetzt.
Die künstlerische Aktfotografie in den Jahren 1860 bis 1880 setzten die Trends aus den fünfziger Jahren des 19. Jahrhunderts fort. In dieser Zeit bestimmen in Paris Fotografen wie Marie-Alexandre Alophe, Paul Marcellin Berthier, Nadar und Voland das Geschehen. Sie sind alle vom künstlerischen Metier zur Fotografie gekommen.
Gaudenzio Marconi gehörte zu den Künstler-Fotografen, die gezielt Akte aufnahmen, die Malern und Bildhauern geläufige Posen darstellten. Bei Marconi waren diese formatfüllend. Daneben führte er auch Akte aus in Form von Personen, welche Allegorien darstellten.
In den 1920er Jahren erschlossen reformistische, freiheitliche Bewegungen in Deutschland, die sich schon vor dem Ersten Weltkrieg bemerkbar gemacht hatten, auch der Aktfotografie neue Themenfelder. Neue Motive fanden Fotografen wie Gerhard Riebicke in der Freikörperkultur, die ebenso wie der Schönheits- und Ausdruckstanz mit einem neuen Körpergefühl und einem anderen Umgang mit Nacktheit experimentierte.
Der gesellschaftliche Dissens zu Fragen von Sitte und Moral war damit aber nicht aufgelöst. Entsprechend zwiespältig war die Rolle der Aktfotografie im Nationalsozialismus. Die Nazis duldeten nur solche Arbeiten, die ihrem ideologischen Rassenwahn dienstbar gemacht werden konnten und ihren Vorstellungen von „Volkshygiene“ nicht zuwiderliefen.
1975 löste die von Klaus Ender initiierte und mit Gerd Rattei durchgeführte Ausstellung „Akt & Landschaft“ eine Wende in der Kulturpolitik der damaligen DDR aus. Akt wurde salonfähig.
Noch Ende der 1980er Jahre lösten die expliziten Bilder Robert Mapplethorpes in den Vereinigten Staaten schwere Kontroversen aus.
Seit den frühen 2000er-Jahren ist der US-Amerikaner Spencer Tunick mit einer neuen Art Aktfotografie bekannt: er lichtet große Menschenmassen nackt in der Öffentlichkeit ab und inszeniert sie als Teil der Landschaft. Damit verwischt er die Grenzen zwischen Performance und Aktfotografie.

## Subgenres und Sujets

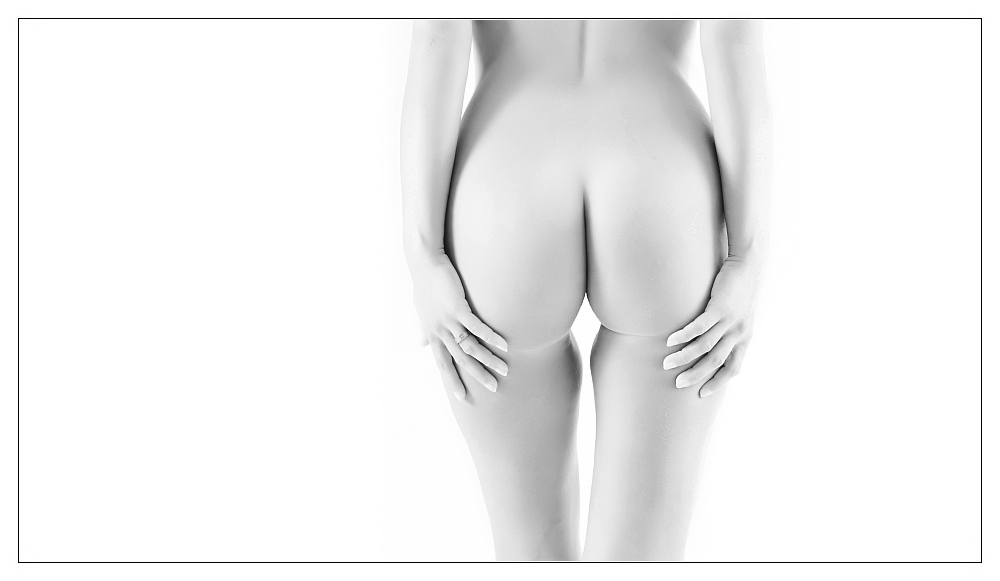
High-Key Aktfoto

Aktfotografie bietet drei grundlegende Darstellungsformen des Aktes:
- Den „klassischen“ Vollakt (einfacher Hintergrund, Vollakt, Modell ist vollständig nackt),
- die Darstellung von Detailansichten (auch bei uns häufig als „Bodyparts“ bezeichnet, sind Details des Körpers, abstrahierend und anonymisierend, Betonung auf Formen und Strukturen, Nahaufnahme),
- sowie den Halbakt (Modell ist teilweise bekleidet oder drapiert, verdecken Objekte das Modell, so spricht man auch von einem verdeckten Akt).

Neben diesen drei Grundformen hat sich die Aktfotografie in zahlreiche Sub-Genres oder Sujets mit verschiedenen, teilweise spezifischen, Techniken aufgefächert. Dazu gehören beispielsweise:
- High-Key- und Low-Key-Aufnahmen
- Männerakt
- Körperbemalung und -projektion
- Outdoor-Akt
- Studioakt

## Rechtliche Aspekte

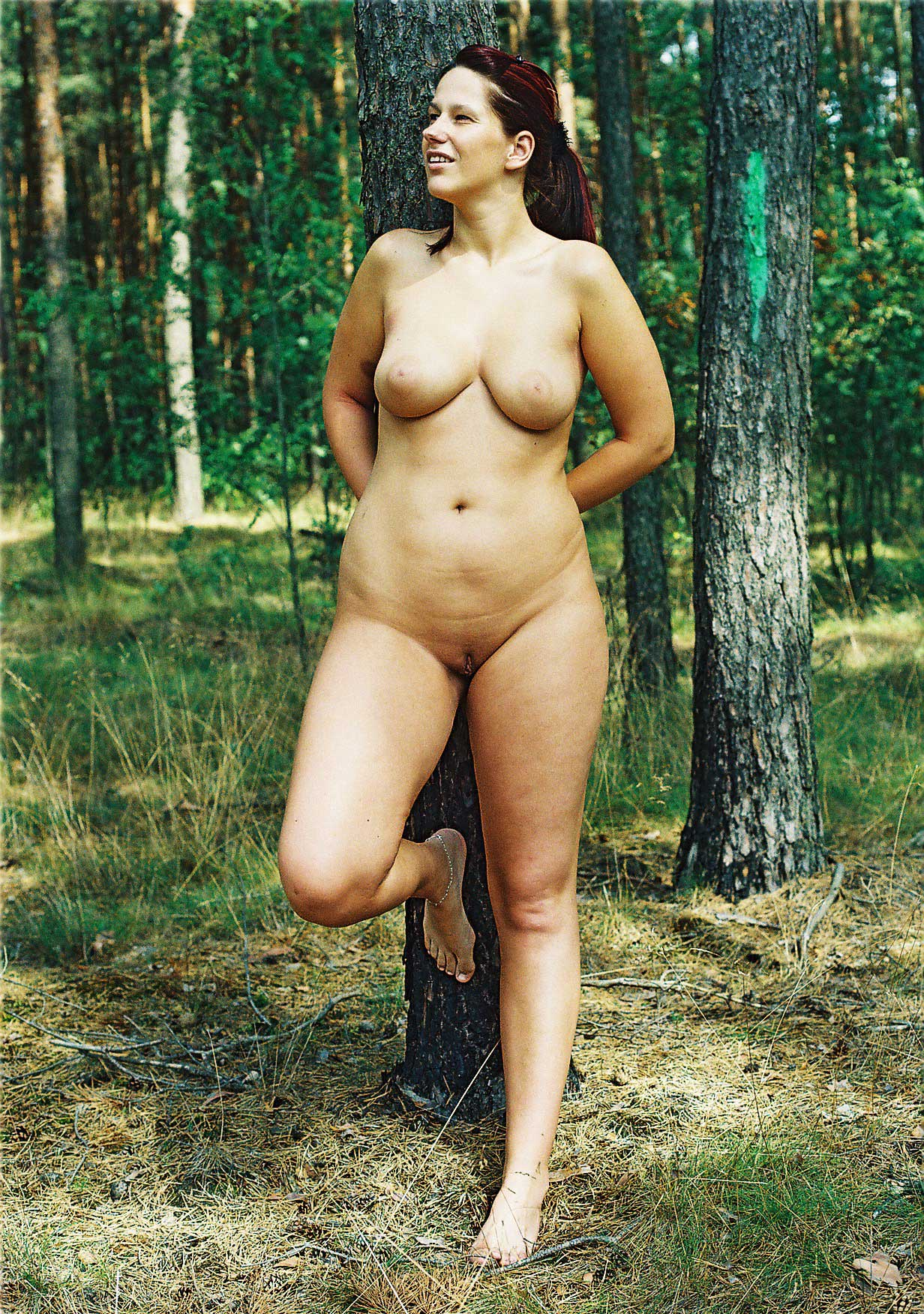
Aktmodell im öffentlichen Raum

### Abgrenzung zur Pornografie
Zur Pornografie lässt sich die Aktfotografie anhand der folgenden Definition abgrenzen: Eine Darstellung wird heute nach deutschem Recht als pornografisch bezeichnet, wenn sie unter Hintenansetzen sonstiger menschlicher Bezüge sexuelle Vorgänge in grob aufdringlicher, anreißerischer Weise in den Vordergrund rückt, und wenn ihre objektive Gesamttendenz ausschließlich oder überwiegend zur Aufreizung des Sexualtriebs abzielt (Stefen, 1989). Das deutsche Strafgesetzbuch (StGB) enthält ein Verbot pornografischer Schriften, die als sozialschädlich eingestuft werden wie Gewalt- oder Tierpornografie (§ 184a StGB). Aktfotografien beabsichtigen hingegen nicht primär eine sexuelle Erregung und sind neben einem ästhetischen und handwerklichen Anspruch auch durch menschliche Achtung gekennzeichnet.

### Schutz der Kunstfreiheit
Andererseits schützt das deutsche Grundgesetz explizit die Kunst: Die Kunst ist frei; die Freiheit der Kunst (Kunstfreiheit) ist in Art. 5 Abs. 3 GG ohne Vorbehalt gewährleistet. Der Kunstbegriff ist nach der Rechtsprechung des Bundesverfassungsgerichts nicht auf ein bestimmtes Niveau und daher auch nicht auf „wertvolle“ oder gar klassische Kunst beschränkt. Die Abwägung zwischen Kunstschutz und anderen durch die Verfassung geschützten Rechtsgütern, beispielsweise Jugendschutz, beschäftigt regelmäßig die Gerichte, so beispielsweise im Juni 1990 im Fall Opus Pistorum.

### Jugendschutz
Der Jugendschutz ist daher ein Problemfeld Sexualität darstellender Fotografie. Das Verkaufsverbot an Jugendliche unter 18 Jahren („Indizierung“) ist in Deutschland und anderen demokratischen Staaten nur im Rahmen einer Nachzensur möglich und kommt bei Aktfotografien kaum vor – häufiger müssen jedoch zum Beispiel in der Werbung oder in Zeitschriften verwendete Aktfotografien oder Akt-Darstellungen in anderen, weniger liberalen Ländern im Rahmen einer Vorzensur entfernt oder modifiziert werden.

### Recht am eigenen Bild
Das Rechtsverhältnis zwischen Fotograf und abgebildeter Person ist durch das Recht am eigenen Bild geregelt. Für eine weitere Nutzung des Bildes von Seiten des Fotografen ist die vertragliche Abtretung der Bildrechte notwendig. Im kommerziellen Bereich erfüllt ein Model Release diese Funktion. Finden Aufnahmen im öffentlichen Raum statt, können gesonderte Rechte wirksam werden.

### Aktaufnahmen in der Öffentlichkeit
Paragraf 118 des Ordnungswidrigkeitengesetz ist dazu maßgebend. Je nach Einzelfall muss geprüft werden, ob das Verhalten „grob ungehörig“ ist und geeignet ist, die Allgemeinheit zu belästigen oder zu gefährden. Es muss damit gerechnet werden, dass Personen das Ordnungsamt oder die Polizei verständigen. Ordnungsamt oder Polizei müssen dann als Einzelfallabwägung entscheiden, ob eine solche Belästigung vorliegt oder nicht. Die Sanktionen reichen von Duldung, über Verwarnung mit der Bitte um Ankleidung, bis hin zum Ordnungsgeld.

## Aktfotografie und Moralvorstellungen

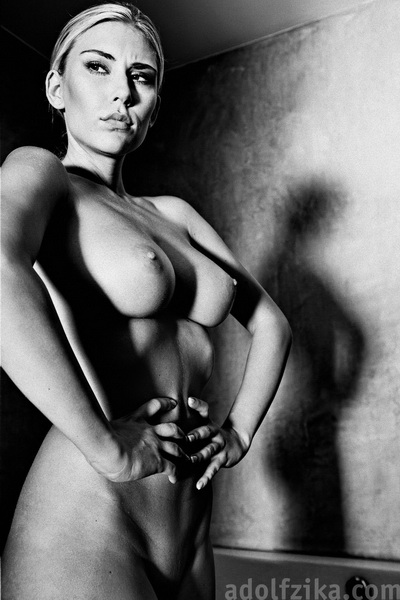
Das Genre ist auch als Kopie von Berufsfotografen, wie hier Helmut Newton, beliebt

„Weibliche Nacktheit muss man den Männern mit dem Teelöffel geben, nicht mit der Schöpfkelle.“

- Ob es sich bei einem Bild um Kunst, Kitsch oder gar Provokation handelt, liegt immer im Auge des Betrachters. Eine (ebenfalls subjektive) Definition von Günter Rinnhofer: „Ein Aktfoto ist dann gut, wenn das Modell es beim Geburtstag der Großmutter am Kaffeetisch rumzeigt und die Anwesenden es gut finden.“
- Günter Rössler ging es um eine zurückhaltende, die Natürlichkeit betonende Aktfotografie.
- Von Klaus Ender stammt das Zitat „Wer nackt Würde zeigt, gibt sich keine Blöße.“

Andere geben sich kontroverser:
- Die Arbeiten von Jeff Koons bewegen sich zwischen Kitsch und Pornografie.
- Joel-Peter Witkin ruft starke Emotionen oder gar Abscheu hervor.
- Nan Goldin zeigt mit ihren Aktfotografien innere Ängste und Zwänge auf.
- Fotos von Bettina Rheims gelten als provokant erotisch.
- Aktfotografien von Petter Hegre bewegen sich an der Grenze zur Pornografie.
- Henning von Berg möchte mit seinen Spaß-Happenings in der Öffentlichkeit bewusst provozieren und dadurch zum Nachdenken anregen.[7]

Wie Fotografien von Nacktheit individuell und gesellschaftlich aufgenommen werden, unterliegt auch der – sich verändernden –  Sexualmoral. In der westlichen Welt war etwa die Sexuelle Revolution ein prägender Vorgang.

## Abgrenzung zu Erotikfotografie und Pornografie

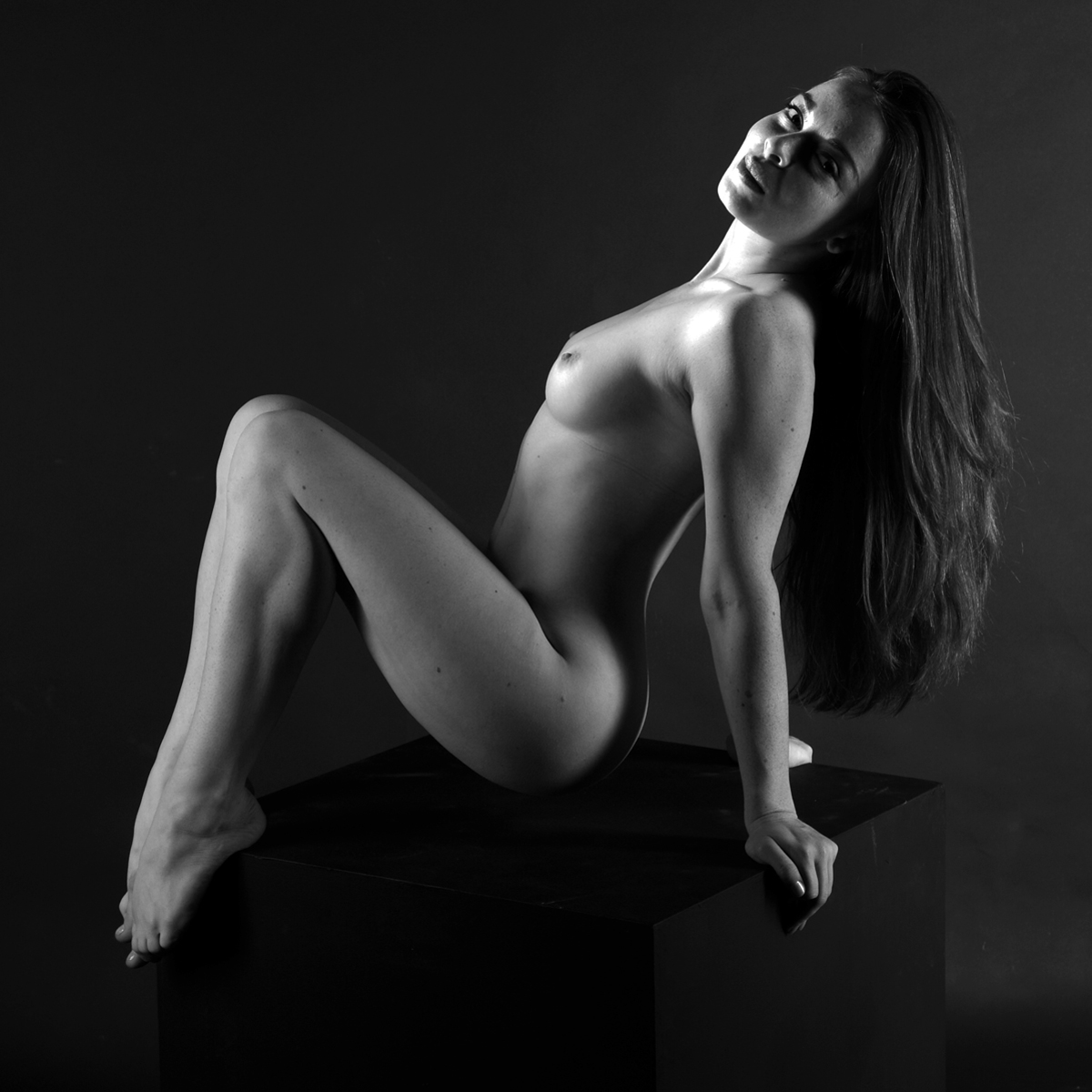
Die Grenzen zwischen Akt-, Erotikfotografie und Pornografie sind fließend.

Die Bestimmung des ästhetischen Wertes einer Aktfotografie und die Abgrenzung der Aktfotografie von der erotischen Fotografie und auch zur Pornografie ist intersubjektiv nur schwer zu leisten. Im Gegensatz zu beiden verfolgt die Aktfotografie jedoch eher nicht das Ziel, den Betrachter sexuell zu erregen. Das schließt natürlich nicht aus, dass Aktfotos auch aus diesem Grund betrachtet werden.
Aktfotografie und erotische Fotografie stehen immer im Spannungsfeld zwischen künstlerischer Freiheit, Ästhetik, Kitsch, Provokation und dem Verstoß gegen die „guten Sitten“ oder die Sexualmoral.

## Beispiele für Aktfotografie

Paarakte
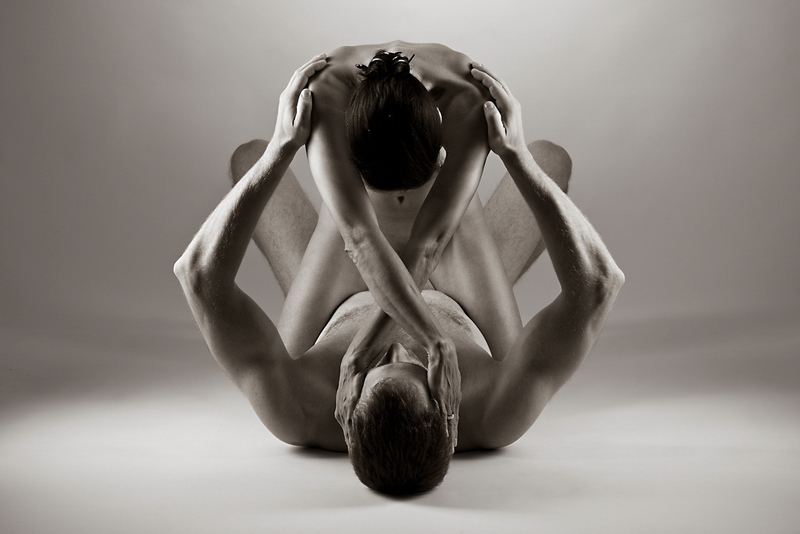
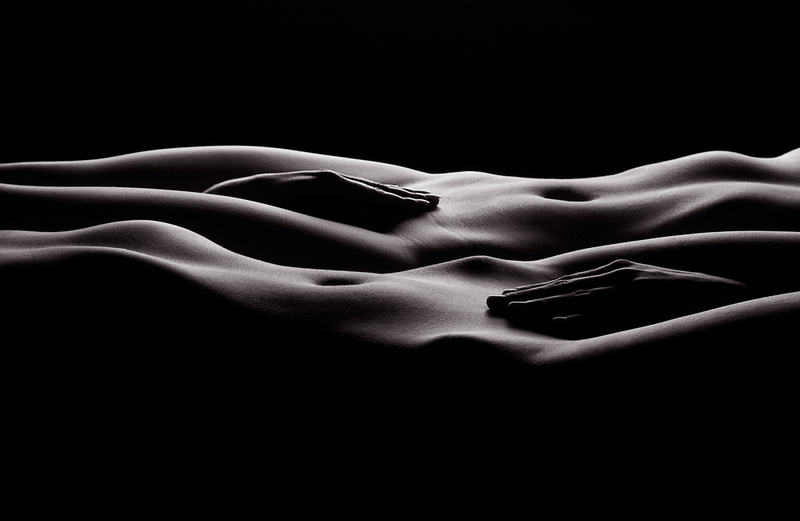
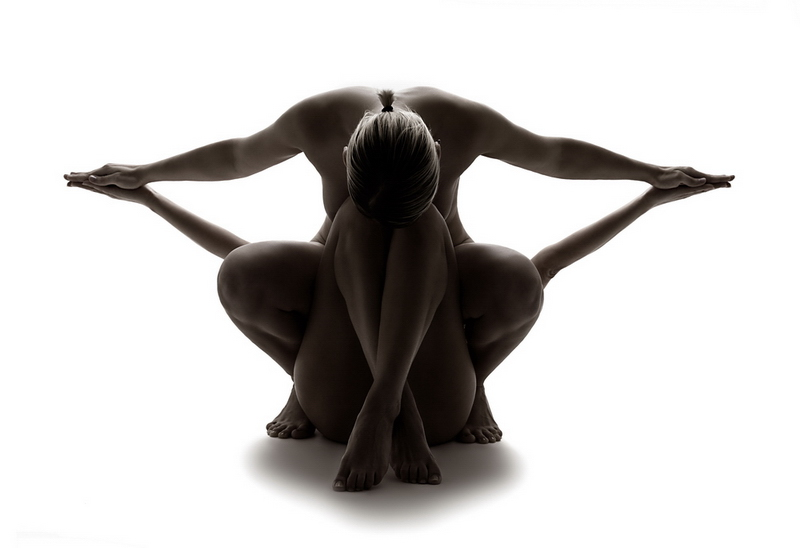

Männerakte
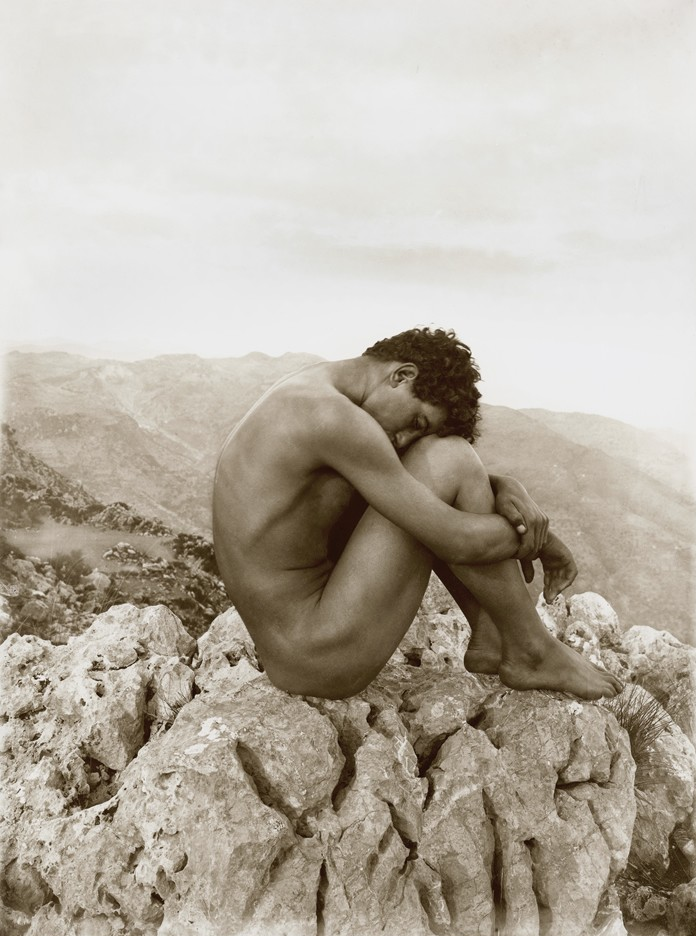
Wilhelm von Gloeden, Akt ähnlich dem bekannten Bild Jüngling am Meeresufer von Hippolyte Flandrin, 1902
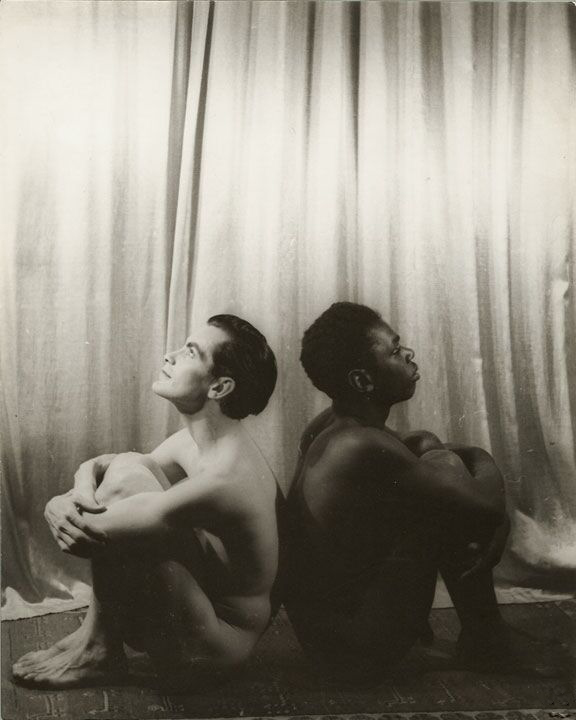
Carl Van Vechten: Aktdarstellung eines weißen und eines schwarzen Mannes
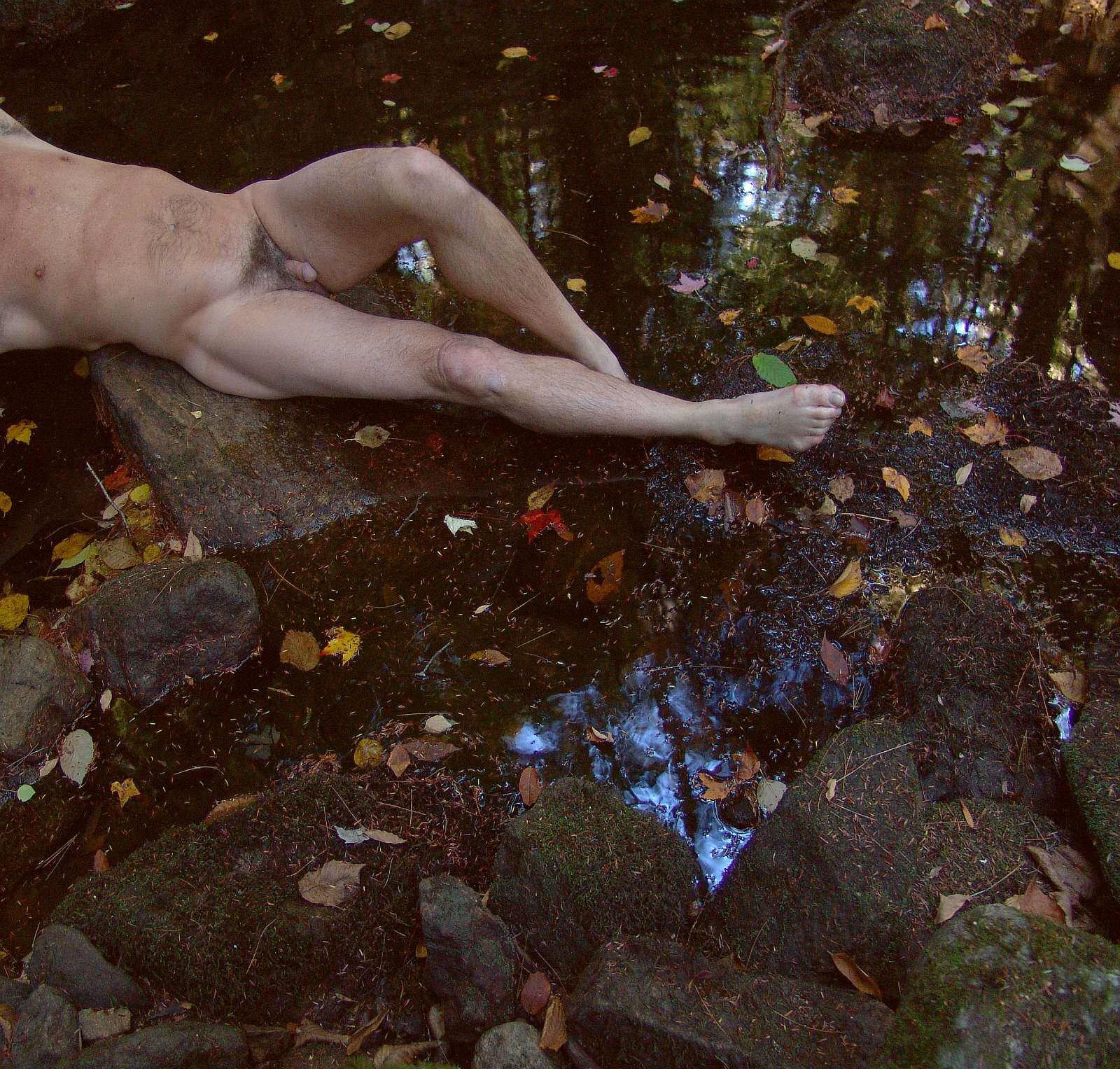
Sarah Marie Jones: A Skinny Dipping Photo 3
Cosme Madini: „Waiting at Home“

Frauenakte
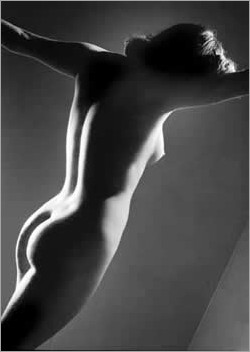
Annemarie Heinrich: Desnudo II La Paloma, 1945
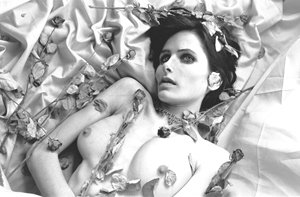
Alice Odilon: 1984 – Mes Roses fanées
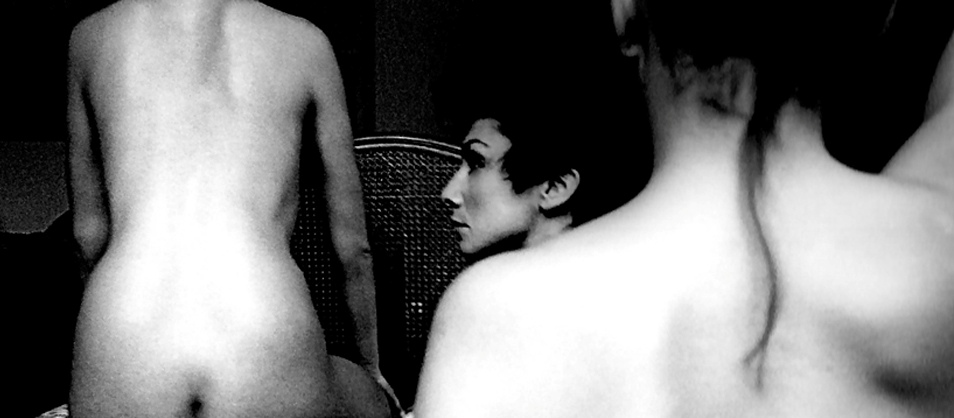
Augusto De Luca: Nudes, 1980
Cosme Madini: „Music“
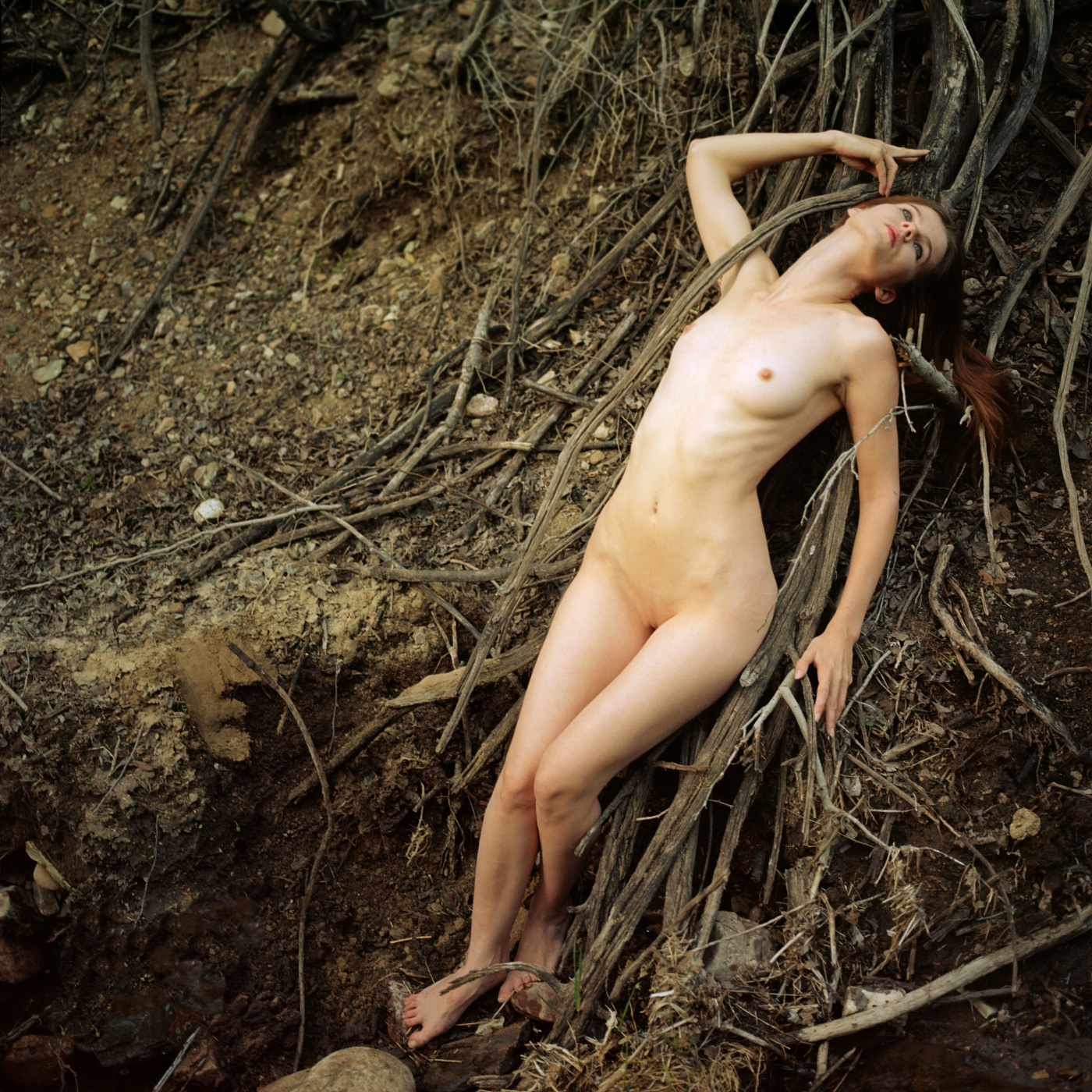
Amateur-Aktfoto

- Paarakte